# Dodori-Nationalreservat
Das Dodori-Nationalreservat (englisch: Dodori National Reserve) ist ein Naturschutzgebiet im nördlichen Küstenbereich Kenias (Lamu County) nahe der Grenze zu Somalia. Es wurde 1976 zum Schutz der Topis, Pelikane und anderer einheimischer Vögel gegründet.
Das Dodori-Nationalreservat ist 877 km² groß und liegt auf 0 bis 100 m Meereshöhe. Es befindet sich sehr nahe beim Boni-Nationalreservat mit 339 km². In Somalia grenzt es direkt an den 1300 km² großen Lag-Badana-Nationalpark (auch Lack Badana). 
Entlang des Dodori Creek gibt es Mangrovensümpfe und saisonal überschwemmte Grasflächen. Weiter im Inland wächst Wald. Durch den Park fließt der namengebende Fluss Dodori, welcher in den Indischen Ozean mündet. Der Jahresniederschlag beträgt 1500 mm.
Im Dodori-Nationalreservat kommen Küsten-Topis, Kleine Kudus, Giraffen, Flusspferde und Löwen vor. Es dient als Brutgebiet für viele Vogelarten, darunter der Pelikan. Im Flussdelta leben Suppenschildkröten, die an den Flussufern brüten, sowie Dugongs. Die Elefantenzahlen sind nicht konstant, die Bestände im Hinterland entlang der Grenze zu Somalia sind durch Wilderei stark bedroht. 1973 gab es in der Gegend um Lamu und Garissa noch über 20.000 Elefanten, 1987 waren es unter 1000.